# Kannod
Kannod é uma cidade e uma nagar panchayat no distrito de Dewas, no estado indiano de Madhya Pradesh.

## Geografia
Kannod está localizada a 22° 40′ N, 76° 44′ L. Tem uma altitude média de 355 metros (1164 pés).

## Demografia
Segundo o censo de 2001, Kannod tinha uma população de 15 165 habitantes. Os indivíduos do sexo masculino constituem 52% da população e os do sexo feminino 48%. Kannod tem uma taxa de literacia de 63%, superior à média nacional de 59,5%: a literacia no sexo masculino é de 72% e no sexo feminino é de 53%. Em Kannod, 15% da população está abaixo dos 6 anos de idade.